# Битка код Лалакаона
Битка код Лалакаона вођена је 3. септембра 863. године између Византијског царства и Емирата Мелитене. Битка је део Византијско-арапских ратова, а завршена је одлучном победом Византије.

## Битка
До битке је дошло након што је Омар покренуо велики поход на византијска подручја око Црног мора. Византија је мобилизовала три велике војске. Оне су се спојиле 2. септембра код реке Лалакаон и Омеру запречили пут, те га опколили. Омар се следећег дана покушао пробити, али је погинуо у бици, а његова војска је сасвим уништена, с изузетком малог контингента на челу са његовим сином који је успео побећи, али је убрзо заробљен.
За Византинце је ово била велика победа и одмазда за пљачку Амориона 838. године, па је представљала значајну инспирацију за византијску књижевност. Након ове победе, Византинци су продрли у Јерменију и значајно ослабили снагу Арапа. Елиминишући опасност од Арапа, Византинци су се могли окренути другим непријатељима, Бугарима.